# Standenmaatschappij

De drie middeleeuwse standen verenigd in een initiaal; van links naar rechts: geestelijkheid, adel en boerenstand.

De standenmaatschappij is een samenleving waarin de bevolking aan de hand van bepaalde kenmerken in verschillende grote groepen of standen wordt opgedeeld met elk eigen bevoegdheden, rechten en plichten en maatschappelijke rol en functie.
Door historici werd voor een periode van grofweg de jaren 800 tot 1500, de middeleeuwen, bij een beschrijving van de maatschappij lange tijd veelal uitgegaan van een driestandenschema met de hoge geestelijkheid als eerste stand, de adel als tweede stand en het overgrote deel dat de rest van de bevolking uitmaakt als derde stand. Tot de derde stand werden de boeren en horigen gerekend en later ook wel de burgerij. De Franse dichter Adalbero van Laon sprak rond 1020 bijvoorbeeld over oratores, bellatores en laboratores, ofwel bidders, strijders en werkers.
In een standensamenleving was de sociale mobiliteit beperkt. Tot welke stand men behoorde, werd in hoge mate bepaald door geboorte. In bijzondere gevallen kon men worden opgenomen in de adelstand. Meer mogelijkheden waren er om toe te treden tot de geestelijkheid, maar de positie daarin werd wel bepaald door de oorspronkelijke stand. Dit sterk vereenvoudigde en statische schema kwam later in de krititek te staan. Tegenwoordig wordt het driestandenschema dan ook steeds minder gebruikt om de middeleeuwse en vroegmoderne maatschappij te beschrijven. Moderne begrippen als klasse en stand zijn daarbij niet voldoende om de maatschappelijke structuur te beschrijven. Voor de Europese adel van na de Franse Revolutie waarbij bijzondere voorrechten ontbreken, is het ook weinig zinvol om te spreken van klasse of stand.

## Wetenschappelijke opvattingen
Er heerste onder een elite van de besturende standen de opvatting dat deugden als rechtvaardigheid en leiderschap aangeboren zouden zijn, wat werd gebruikt om de erfelijkheid van de hiërarchische verhoudingen te legitimeren. De feodale standenmaatschappij in Europa werd in de vijfde eeuw ideologisch gerechtvaardigd door een politiek-religieuze machtsleer bedacht door paus Gelasius I die Tweezwaardenleer werd genoemd. Die leer stelt dat er in de wereld twee machten zijn: de geestelijke, onder leiding van de Paus en bisschoppen, en een wereldlijke, onder leiding van de Keizer en vorsten. Elk geeft de regels voor de eigen rechtssfeer en ziet toe op de naleving daarvan. Deze twee machten moeten samenwerken om de wereld goed te kunnen besturen. De leer werd in de 12e eeuw uitgewerkt door paus Bonifatius VIII en in de 13e eeuw vond de leer een wijdere verbreiding op het Europese vasteland door het populaire wetboek de Saksenspiegel. De opvatting werd niet door iedereen aangehangen en in de praktijk en bij de ontwikkleingen door de eeuwen heen bleken de standen echter minder gesloten dan dit lang verspreide ideaalbeeld.
De Nederlandse emeritus-hoogleraar Van Winter kaartte in Ridderschap, ideaal en werkelijkheid (1965) aan dat het beeld dat velen over het ridderschap hebben, daaronder wetenschappelijke geschiedvorsers, is gevormd door jongensboeken met een vastomlijnd, geromantiseerd en statisch beeld van de toenmalige maatschappij, zonder noemenswaardige ontwikkelingen van Karel de Grote (786-800) tot keizer Karel V (1500-1558). Dat beeld is vanaf de 1960er jaren in de wetenschap langzaam bijgesteld. Van Winter poneert als een van de eersten in het Nederlandse taalgebied dat deze periode niet statisch kan zijn geweest en er regionaal grote verschillen moeten hebben bestaan. Ze wijst op een artikel van de vermaarde Franse historicus Marc Bloch uit 1928 waarin hij uiteenzet dat de verhouding tussen adel en ridderschap in Frankrijk een andere is geweest dan in het Duitse Rijk. Bloch sprak meerdere talen en was daarom in staat vergelijkende onderzoek te doen. In zijn boek La société feodale, les classes et le gouvernement des hommes (1949), dat een standaardwerk is geworden, betoogt hij dat er in de Karolingische tijd groepen mannen waren die te paard vochten, maar dat dit niet van begin af aan een adelstand is geweest met erfbaar bezit waar men alleen toe kon behoren door geboorte. In een nieuwe synthese maakt Van Winter een onderscheid tussen de gesloten stand, slechts bereikbaar door geboorte, en de open sociale klasse, bepaald door geld en aanzien. Dit bleek moeilijk te rijmen met de ontwikkeling van de ridderschap, dat volgens deze definitie afwisselend een klasse en stand was, dan wel een klasse met standkenmerken.

## De standen in Europa

### Eerste stand: geestelijkheid
De eerste stand was de clerus. Deze bestond uit geestelijken. De eerste stand had veel voorrechten. Zo mochten ze onder meer belastingen heffen, hoefden ze geen belastingen te betalen, geen krijgsdienst te verrichten en had ze een eigen rechtbank. Het waren ook grootgrondbezitters en omdat ze de enigen waren die konden lezen en schrijven, hielpen ze de koning in het bestuur. De clerus had maar één plicht: bidden voor het zielenheil van het volk, zodat ze in de hemel terecht zouden komen.
Er waren hoge en lage geestelijken. De hoge geestelijken waren de kardinalen en bisschoppen, de lage geestelijken waren de monniken, priesters en nonnen. In conflicten tussen standen was de geestelijkheid soms ook verdeeld: de hoge geestelijkheid, meestal afkomstig uit de aristocratie, was vaak op de hand van de adel, de lage geestelijkheid die dicht bij het 'gewone volk' stond koos vaak voor de derde stand.

### Tweede stand: heren (adel)
De tweede stand was de adel. Ook zij hadden veel voorrechten. De adel hoefde ook geen belastingen te betalen en hoefde geen arbeid te verrichten. Zij hadden ook het vruchtgebruik wanneer ze leenden bij een leenman (zie leenstelsel). De adel stond in hoog aanzien en had veel luxe. De rechtspraak, bestuur en oorlogsvoering lag in handen van de adel. Zij konden geen handel drijven of gewoon werk aannemen. De taak van de adel was de bescherming van clerus en derde stand.
De hoge adel stond in rang net onder de koning (de vorst zat ook in de tweede stand). Deze kleine groep van grootgrondbezitters stamde nog uit de tijd van Karel de Grote. Zij werden gevolgd door de lage adel, die afstamde van de vrijen die zich in de 9de en 10de eeuw hadden kunnen handhaven. Zij trokken ten strijde en maakten buit. De laagste adellijke rang werd gevormd door de 'ministerialen'. Dit zijn onvrije knechten die zich in de 11de en 12de eeuw hadden opgewerkt tot een soort dienstmannen. Zij hielpen in de strijd en namen bepaalde bestuurlijke taken over (bv. bestuur over een burcht).
Voor de wereldlijke adel wordt de term 'ridders' gebruikt. Maar in zowel de lage als hoge adel waren ook geestelijken: vele bisschoppen, abten en monniken waren van adel. De laagste adellijke stand stond op de sociale ladder nog steeds boven de rijkste boer. De edelman gold als "beter" en "waardiger" dan een niet-edele. Daarom verrichtten de edelen geen handenarbeid. Ze leefden van de opbrengsten van de boeren die voor hen werkten.

### Derde stand: boeren en burgers
De derde en laagste stand waren de boeren. De derde stand was opgedeeld in twee delen: vrije boeren (vb. de kerels) en horigen. De horigen waren dan opnieuw ingedeeld in lijfeigenen en laten. Het verschil tussen een lijfeigene en een laat is dat een lijfeigene wordt gezien als eigendom van de heer voor wie hij werkt. Een laat moet een deel van zijn oogst betalen aan de heer, en vaak ook nog vele werkjes opknappen voor hem, maar als persoon is hij vrij. De boeren hadden zeer weinig rechten en voornamelijk plichten. Zij moesten werken voor de adel en de clerus, betaalden belastingen en moesten krijgsdienst verrichten. De boeren hadden recht op bescherming en bestuur door de adel, maar door hun ondergeschikte positie en gebrek aan controle op de adel en geestelijkheid hadden ze feitelijk vrijwel geen rechten en waren ze afhankelijk van de welwillendheid of grillen van de edelman waaronder zij vielen.
Later werd ook de burgerij in de steden wel tot de derde stand geregekend. Hierbij was de middenstand de burgerstand van zelfstandige ondernemers en ambachtslieden.

## Staten
De drie standen waren in veel middeleeuwse samenlevingen vertegenwoordigd in de zogenaamde Staten, een soort parlement waarin elke stand vertegenwoordigd was. De Ridderschap representeerde daar het platteland, terwijl de steden de derde macht vormden. De zetelverdeling in de Staten werd bepaald door de economie van het gewest: in een agrarisch gebied als Overijssel was de ridderschap heel machtig, terwijl in Holland de steden de dienst uitmaakten.

## Neergang
In de tweede helft van de middeleeuwen en daarna nam de macht van de steden toe. Stedelingen behoorden in principe tot de derde stand, maar bezaten meestal een aantal rechten. Dit in tegenstelling tot dorpelingen, die in principe rechtstreeks onder de lokale adel vielen.
Voorbeelden van stedelijke rechten waren het recht om een markt te houden, het recht om een stadsmuur te bouwen, het recht op eigen rechtspraak en bestuur en het recht een eigen krijgsmacht of stadswacht te handhaven. In de steden kon de derde stand dus zijn eigen belangen behartigen. Steden vielen niet onder het bestuur van edelen en boden meer kansen dan het bestaan als horige of zelfs als vrije op het landgoed van een adellijke heer. Wie bovendien een jaar en een dag in een stad verbleef werd als inwoner geaccepteerd en kon niet meer door zijn heer worden teruggehaald.
Steden bouwden door hun handel een grote macht op en konden zodoende rechten van de heersers lospeuteren. Daarbij hadden ze een aantrekkingskracht op de mensen in de omringende gebieden. Edelen konden hier niet tegen concurreren omdat ze immers geen handel mochten drijven. Zodoende vormden steden meer en meer machtsbolwerken van de derde stand, die de macht van de adel langzaam maar zeker uitholden en zo het feodalisme ondermijnden.
Andere factoren die de emancipatie van de derde stand bevorderden waren de boekdrukkunst en de pestepidemieën. De boekdrukkunst bevorderde de verspreiding van nieuwe ideeën en alfabetisering. De pest zorgde dat de factor arbeid schaars werd, waardoor de adel zich meer en meer gedwongen zag concessies aan de derde stand te doen.
Met de Verlichting en de Franse Revolutie kwam er in West-Europa formeel een einde aan de standenmaatschappij, die plaatsmaakte voor een klassenmaatschappij.

## Franse Revolutie
Aan de vooravond van de Franse Revolutie waren er 26 miljoen Fransen, waarvan ongeveer 150.000 à 300.000 edellieden en 130.000 geestelijken. De politieke en andere voorrechten van deze laatste twee standen kwamen ter discussie te staan. In zijn kerstboodschap van 1788 kondigde koning Lodewijk XVI aan dat de "derde stand" 600 afgevaardigden mocht kiezen voor de op handen zijnde Staten-Generaal. De Franse abbé Emmanuel Sieyès (1748-1836) vroeg zich in januari 1789 hardop af, wat de derde stand was:
Qu'est-ce que le Tiers-État? Antwoord: alles. Wat is hij tot op heden op politiek gebied geweest? Niets. Wat vraagt hij? Iets te worden. De derde stand is de hele natie.
Wat is er nodig opdat een natie zou blijven bestaan en bloeien? Particuliere ondernemingen en openbare ambten. Alle particuliere ondernemingen kunnen in vier groepen ondergebracht worden: veldarbeid, industrie en handel, wetenschappen en kunsten, en huisarbeid. Wie oefent deze bedrijvigheden uit? De derde stand. Maar de winstgevende en eervolle ambten zijn alleen door de leden van de bevoorrechte standen bezet. Wat is de derde stand tot hiertoe geweest? Niets. Beknopt samengevat: de derde stand heeft tot nog toe geen ware vertegenwoordigers bij de Staten-Generaal: hij bevond zich bijgevolg niet in het bezit van zijn politieke rechten. Wat verlangt de derde stand te worden? Iets. Hij wil hebben: 1) ware vertegenwoordigers bij de Staten-Generaal, d.w.z. afgevaardigden uit zijn stand genomen, die de verdedigers van zijn wil en van zijn belangen kunnen zijn. Hij verlangt: 2) evenveel vertegenwoordigers als de andere twee standen samen. De derde stand verlangt: 3) dat de stemmen per hoofd en niet per stand geteld zouden worden.

## Buiten Europa
Veel niet-westerse beschavingen kenden ook standenmaatschappijen. In India bijvoorbeeld was de bevolking ingedeeld in kasten. Van het kastensysteem zijn de scherpe kantjes afgehaald door 'onaanraakbaarheid' bij wet te verbieden en het betrokken volksdeel te voorzien van 'scheduled casts', maar dat wil niet zeggen dat die nu volledig geaccepteerd worden; de overige kasten zijn nog springlevend in het maatschappelijk verkeer, vooral op het platteland.